# Аказина сотня
Аказина сотня — территориальная единица марийских населённых пунктов с центром в старинном марийском селе Малый Сундырь (горномар. Изи Шӹндӹр, Шӹндӹрлап), ликвидированном в 1980 году из-за ввода Чебоксарской ГЭС.
Сотня носила имя горномарийского князя Аказа — члена посольства горных людей в Москву в 1546 году, состав которого известен по марийским и чувашским историческим преданиям.
Вместе с Акпарсовой и Теняковой сотней Аказина сотня составляла земляческий союз, известный ещё в конце XIX века под названием Керем — «большая верёвка».